# Jharkhand
Jharkhand (hindi: झारखंड; bengali: ঝাড়খণ্ড), è uno Stato dell'India nord-orientale.

## Geografia fisica
Lo Stato di Jharkhand confina a nord con il Bihar, a est con il Bengala Occidentale, a sud con l'Orissa ed a ovest con gli Stati di Chhattisgarh e dell'Uttar Pradesh.
Il territorio è costituito dagli altopiani posti a sud della valle del Gange. L'altopiano del Chota Nagpur si erge nella parte centrale. A nord di questo si erge l'altopiano di Hazaribag e a sud l'altopiano di Ranchi. Gli altopiani sono ricoperti da foreste tropicali e sono uno degli ultimi rifugi della tigre del Bengala, degli elefanti e degli orsi.
Nell'area centro-orientale si elevano le Parasnath Hills che raggiungono i 1366 metri di altezza. L'estrema propaggine settentrionale del territorio è costituita dalla catena delle colline Rajmahal delimitate a nord dal fiume Gange.

### Idrografia
Tra l'altopiano di Chota Nagpur e quello di Hazaribag scorre verso est il fiume Damodar. Tra gli affluenti settentrionali del Damodar vi sono il Konar che è sbarrato da una diga nel 1955 ed il Barak che è sbarrato da due dighe e alimenta i laghi artificiali di Tilayia e Mithon. Lo stesso Damodar è stato sbarrato da una diga nel 1959 e forma il lago artificiale di Panchet Hill al confine con il Bengala Occidentale. Nell'area nord-orientale la diga di Massanjore sul fiume Mayurakshi alimenta un grande lago artificiale nei pressi di Dumka. L'area meridionale è drenata dal fiume Subarnarekha che bagna Ranchi e l'importante città industriale di Jamshedpur.
Al confine nord-occidentale scorre il fiume Son che riceve da sud il fiume Kanhar che segna una parte del confine occidentale. Nell'estremo nord lo Stato si affaccia sulla sponda meridionale del fiume Gange.

### Città principali

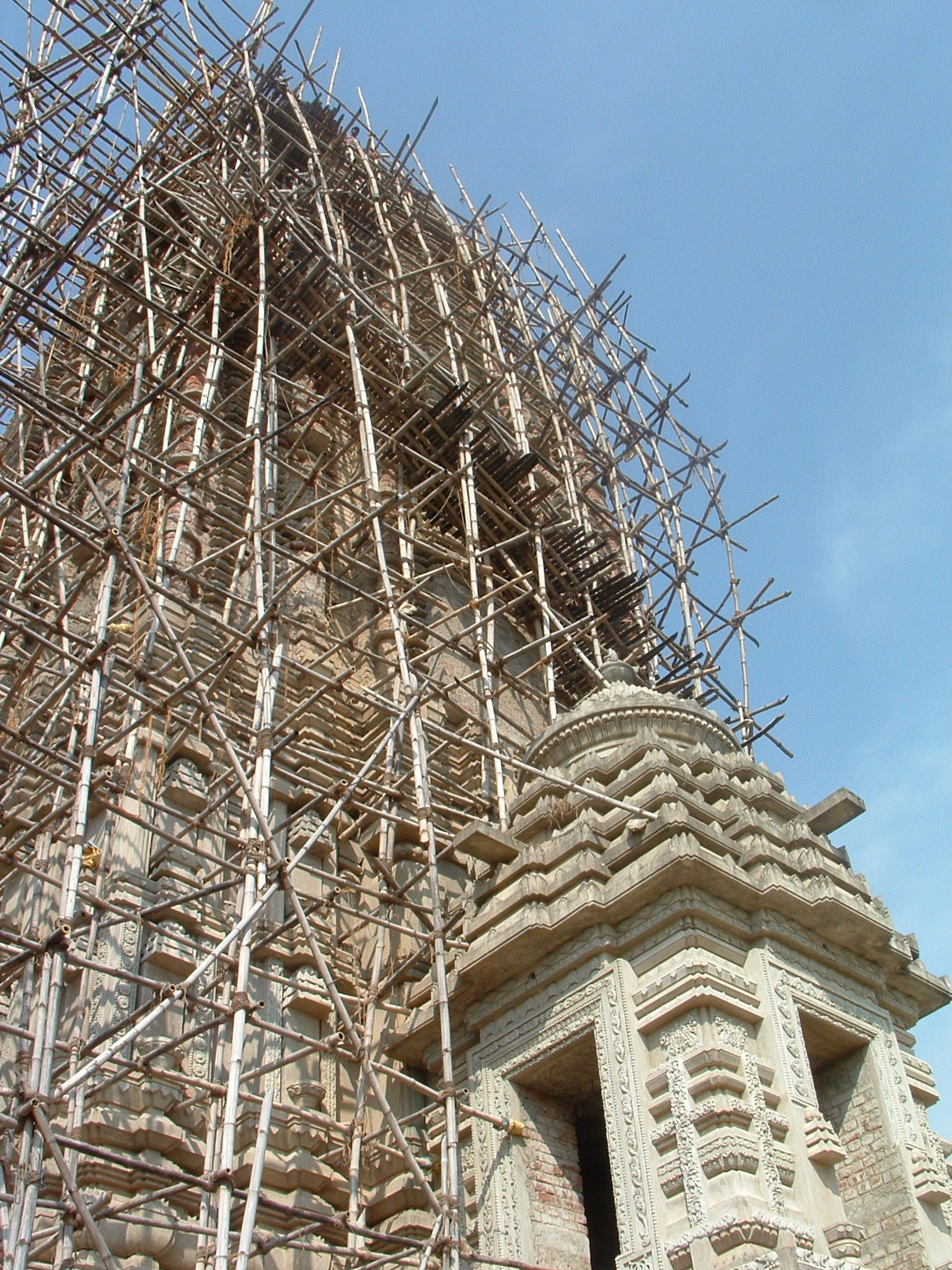
Il tempio di Jagannathpur a Ranchi in fase di restauro nel 2005. Il tempio è crollato nel 1990 e due anni dopo sono iniziati i lavori di restauro.

(Fonte: Censimento 2001)
| Città             | Popolazione |
| ----------------- | ----------- |
| Ranchi            | 846.454     |
| Jamshedpur        | 570.349     |
| Bokaro Steel City | 394.173     |
| Dhanbad           | 198.963     |
| Mango             | 166.091     |
| Hazaribag         | 127.243     |
| Adityapur         | 119.221     |
| Giridih           | 98.569      |
| Deoghar           | 98.372      |
| Chas              | 96.923      |
| Bhuli             | 89.584      |
| Jorapokhar        | 85.218      |
| Saunda            | 85.037      |

## Storia
La regione fu sotto il dominio del Gran Mogol fino 1765 quando cadde sotto il controllo inglese tramite la Compagnia britannica delle Indie Orientali. Dall'indipendenza dell'India nel 1947 l'area dell'attuale stato ha fatto parte dello Stato del Bihar. Lo Stato di Jharkhand è stato istituito il 15 novembre del 2000 quando 18 distretti meridionali del Bihar se ne sono separati per dar vita all'attuale stato in attuazione del Bihar Reorganization Bill emanato dal parlamento indiano il 2 agosto 2000.

## Economia
Lo Stato ha ricche risorse minerali: ferro, rame, bauxite, carbone, uranio, kainite, mica ed altri minerali. È il primo produttore di ferro dell'India e ciò ha permesso lo sviluppo dell'industria siderurgica a Jamshedpur e Bokaro. Oltre alla siderurgia sono sviluppate le industrie metallurgiche che lavorano la bauxite, lo zinco e il rame. Altre industrie comprendono la raffinazione di petrolio, le industrie cartiere, l'industria chimica e tessile.
Molto importante è lo sfruttamento forestale.

## Geografia antropica

### Suddivisioni amministrative
Lo Stato è diviso in 5 divisioni, 24 distretti amministrativi che derivano da 18 distretti dello Stato di Bihar.
| - Ranchi - Lohardaga - Gumla - Simdega - Palamu - Latehar - Garhwa - Singhbhum Occidentale - Seraikela Kharsawan - Singhbhum Orientale - Dumka - Khunti | - Jamtara - Sahibganj - Pakur - Godda - Hazaribag - Chatra - Koderma - Giridih - Dhanbad - Bokaro - Deoghar - Ramgarh |